# Route nationale 437b
La route nationale française 437B ou RN 437B était une route nationale française reliant Maison-Rouge (Commune des Bréseux) à l'entrée de Goumois où elle rejoint la RN437A, via Thiébouhans, Trévillers et Fessevillers.
Depuis les déclassements de 1972 elle a été renommée RD 437B.